# Ayopaya
Ayopaya (Independencia) – miasto w Boliwii, w departamencie Cochabamba, w prowincji Ayopaya.